# Ronda (Cebu)
Ronda ist eine philippinische Stadtgemeinde in der Provinz Cebu. Sie hat 20.360 Einwohner (Zensus 1. August 2015).
Die Gemeinde liegt im Südosten der Insel Cebu der Insel Negros gegenüber getrennt durch die Tanon-Straße. Sie liegt ca. 81,5 km südwestlich von Cebu City und ist über die Küstenstraße via Toledo City erreichbar. Ihre Nachbargemeinden sind Dumanjug im Norden, Argao im Osten und Alcantara im Süden.

## Baranggays
Ronda ist politisch in 14 Baranggays unterteilt.
- Butong
- Can-abuhon
- Canduling
- Cansalonoy
- Cansayahon
- Ilaya
- Langin
- Libo-o
- Malalay
- Palanas
- Poblacion
- Santa Cruz
- Tupas
- Vive